# Вілла-Санта-Лучія-дельї-Абруцці
Вілла-Санта-Лучія-дельї-Абруцці (італ. Villa Santa Lucia degli Abruzzi) — муніципалітет в Італії, у регіоні Абруццо,  провінція Л'Аквіла.
Вілла-Санта-Лучія-дельї-Абруцці розташована на відстані близько 120 км на північний схід від Рима, 32 км на схід від Л'Акуїли.
Населення — 124 особи (2014).

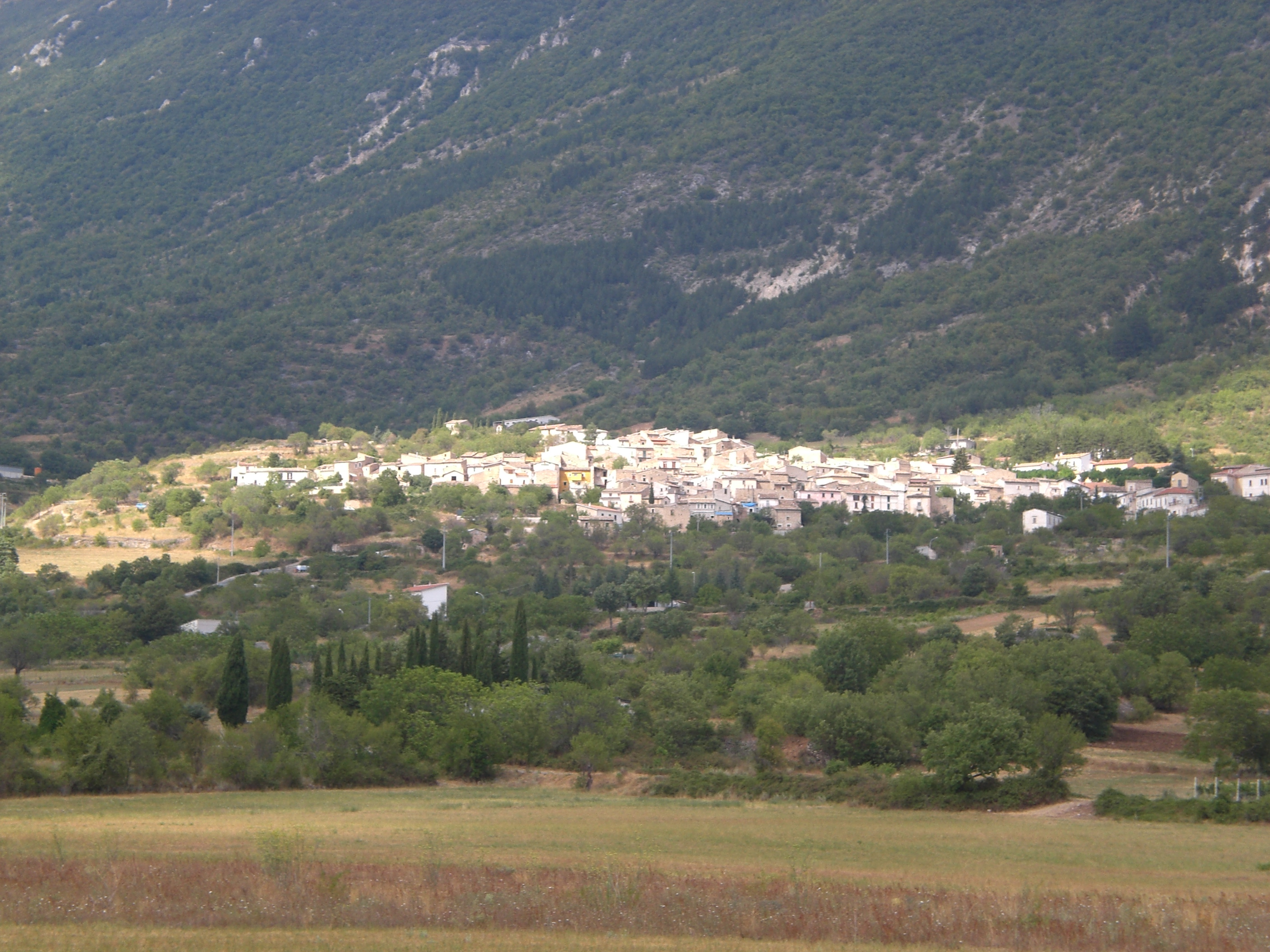

Щорічний фестиваль відбувається 13 грудня. Покровитель — Santa Lucia.

## Демографія
Населення за роками:

Станом на 1 січня 2023 року в муніципалітеті офіційно проживали 2 іноземці з 2 країн, серед них 2 громадяни країн Євросоюзу.

## Сусідні муніципалітети
- Бриттолі
- Капестрано
- Карпінето-делла-Нора
- Кастель-дель-Монте
- Офена